# Эрзин (река)
Эрзи́н — река в республике Тыва, крупный правобережный приток Тес-Хема. Длина реки — 139 км, площадь водосборного бассейна — 4390 км².
Берёт начало на стыке горных хребтов Восточный Танну-Ола и Сангилен. Устье расположено на высоте 1060 м над уровнем моря. В нижнем течении реки участок ниже устья Улара чрезвычайно извилист, русло реки шириной 100—200 м распадается на ряд рукавов, которые через некоторое расстояние объединяются. Дно реки в основном галечное. Течение реки быстрое, 1,12 м/с, в верховьях — 2,1 м/с.
На берегу Эрзина находятся сёла Морен, Эрзин, у села Бай-Даг река впадает в реку Тес-Хем.

## Притоки
Объекты перечислены по порядку от устья к истоку.
- 3 км: Солчер[2] (пр)
- 14 км: Нарын[2] (лв)
- 26 км: Сурат-Саир[2] (пр)
- 29 км: Морен[2] (пр)
- 47 км: Улуг-Чинчилиг[8] (лв)
- 50 км: Баян-Кол[8] (пр)
- 53 км: Улар-Хем[8] (пр)
- 72 км: Чанылыг[8] (пр)
- 81 км: Кодурге[8] (лв)
- 83 км: Улдун[8] (пр)
- 87 км: Гериге[8] (пр)
- 94 км: Чартыс[7] (лв)
- 105 км: Баталк[7] (пр)
- 112 км: Алды-Харган[7] (лв)
- 115 км: устю-Харган[7] (лв)
- 121 км: Пучук[7] (лв)
- 123 км: река без названия